# Dilip Ruwan
Dilip Ruwan Herath Mudiyanselage (* 4. Juli 1991 in Colombo) ist ein sri-lankischer Sprinter, der sich auf den 400-Meter-Lauf spezialisiert hat.

## Sportliche Laufbahn
Erste internationale Erfahrungen sammelte Dilip Ruwan bei den Militärweltspielen 2015 im südkoreanischen Mungyeong, bei denen er mit der sri-lankischen 4-mal-400-Meter-Staffel in 3:08,65 min Platz fünf belegte und im 400-Meter-Lauf das Halbfinale erreichte, in dem er mit 47,79 s ausschied. Im Jahr darauf gewann er bei den Südasienspielen in Guwahati in 47,30 s die Bronzemedaille im Einzelbewerb hinter den Indern Arokia Rajiv und Kunhu Muhammed und mit der Staffel gewann er in 3:07,59 min die Silbermedaille hinter dem Team aus Indien. Im Jahr darauf belegte er bei den Asienmeisterschaften in Bhubaneswar in 46,50 s den fünften Platz über 400 Meter und gewann mit der Staffel in 4:04,80 min die Silbermedaille hinter Indien. 
2016 wurde Ruwan sri-lankischer Meister im 400-Meter-Lauf.

## Persönliche Bestleistungen
- 200 Meter: 21,15 s, 3. Oktober 2017 in Diyagama
- 400 Meter: 46,39 s, 28. April 2018 in Colombo